# Cornucoquimba nodosa
Cornucoquimba nodosa is een mosselkreeftjessoort uit de familie van de Hemicytheridae. De wetenschappelijke naam van de soort is voor het eerst geldig gepubliceerd in 1975 door Hu & Yang.